# Wilzschmoor
Das Wilzschmoor (auch Große Säure) zusammen mit dem kleinen Kiebickemoor ist ein Moorgebiet in der Kammregion des Westerzgebirges südlich von Carlsfeld sowie Quellgebiet der in östliche Richtung abfließenden Wilzsch. Es gehört zum Naturschutzgebiet Großer Kranichsee, bildet jedoch einen eigenen Landschaftsbereich innerhalb dieses Schutzgebietes.

## Lage
Das Wilzschmoor befindet sich in einer Mulde unweit der Waldflur Mothstall. Es wird vom Neunerweg im Nordwesten, Westen und Süden umfasst. Der westliche Teil und damit die unmittelbare Quellzone trägt die Bezeichnung Kiebickemoor. Hier befindet sich zugleich das Quellgebiet der Kleinen Pyra, ein rechter Zufluss der Großen Pyra, der nach Westen abfließt.

## Beschreibung
Das Wilzschmoor mit seinem Kernbereich „Große Säure“ erstreckt sich auf einer Fläche von etwa 10 ha. Der Waldbestand setzt sich aus Bergkiefern und Fichten zusammen. Historisch zurückliegender Torfabbau hatte in dieses Gebiet ein engmaschiges Grabensystem eingebracht, das der Trockenlegung aus wirtschaftlichen Erwägungen diente. Daraufhin ergaben sich Veränderungen innerhalb der Artenvielfalt.
Nach geomorphologischen Gesichtspunkten liegt das Wilzschmoor in einer flachen langgezogenen Senke, die sich südwestlich der Talsperre Carlsfeld in Richtung West–Ost erstreckt. Die ältesten Sedimentationen toniger- und schluffiger Art im zentralen Bereich der Mulde stammen aus der Weichsel-Kaltzeit. Im Holozän bildeten sich organogene Ablagerungen, die als Hochmoortorf im Bereich der Großen Säure eine Mächtigkeit von bis zu 4,0 m und im Kiebickemoor bis 5,0 m erreichten. Am Nordrand dieses Torfkörpers mit Ton- und Schluffanteilen verläuft der junge Hauptarm der Wilzsch. Ein kurzer Bachlauf kommt aus der Mulde des Großen Kranichsees und mündet hier in die Wilzsch. Er bildet den westlichen von zwei aus dem Kranichseemoor nach Sachsen abgehenden Fließgewässern. Die westlich gelegenen Quellarme der Wilzsch nehmen am nördlichen und südlichen Rand der Torffläche des Kiebickemoors Wasser auf. Zu den Wasserläufen des Quellgebietes gehört auch eine keilförmige, nach Norden in den Lithiumglimmergranit des Typs Blauenthal auslaufende kleine Senke, die hier einer vermuteten Störungslinie folgt.
Zur typischen Bodenvegetation zählen die Arten Krähenbeere, Moosbeere, Rauschbeere, Rosmarinheide und das Scheiden-Wollgras. Aus der Gruppe der Moose sind hier anzutreffen: Dicranum undulatum, Mylia anomala, Polytrichum longisetum, Polytrichum strictum und Sphagnum magellanicum. Das Moorgebiet gehört zum Lebensraum des Auerhuhns beiderseits der Staatsgrenze.

## Geschichte
Der Heimatforscher und vogtländische Oberwegemeister Paul Apitzsch vermerkte 1932 in einer Schrift folgende Position zur landschaftsökologischen Wirkung der Hochmoore am Beispiel des bereits damals geschützten Kranichseegebiets und bezog sich dabei auf eine Verordnung des kgl. sächsischen Finanzministeriums vom 19. Februar 1912: „Die Hochmoore regeln den allmählichen Ablauf der in ihnen aufgespeicherten Wasservorräte und bewahren die Niederungen sowohl vor Frühjahrsüberschwemmungen, als auch vor Austrocknung im Hochsommer. Deshalb sind auch alle Versuche, Hochmoore künstlich trocken zu legen, vom Standpunkte der Volkswirtschaft aus betrachtet, verfehlt.“
Im Jahr 2005 beauftragte das damalige Regierungspräsidium Chemnitz ein hydrologisches Gutachten, das eine Vermessung, hydromorphologische Bestandsaufnahme und Maßnahmenplanung für das Moor zum Ziel hatte. Auf dessen Grundlage erfolgten zwischen 2006 und 2008 umfassende Arbeiten für dessen Revitalisierung. Dabei wurden bislang vorhandene Gräben mit 61 Dämmen mittels Holzelementen in handwerklicher Arbeit geschlossen und damit deren Abflusswirkung unterbunden. Einige tiefe Grabensektoren verschloss man durch Auffüllung mit Torf. Diese Maßnahmen bewirkten eine zügige Vernässung in Teilen des Moorareals.